# Daniel Ramón Vidal
Daniel Ramón Vidal és un biòleg valencià. Es llicencià en biologia a la Universitat de València. En 1988 es va doctorar amb premi extraordinari al departament de genètica molecular de l'empresa Antibióticos SA. S'ha especialitzar en la biotecnologia dels aliments.
De 1988 a 1989 va ser professor ajudant en el Departament de Microbiologia de la Universitat de València, de 1991 a 1994 fou investigador al Departament de Genètica de la Universitat Agrícola de Wageningen (Països Baixos) i de 1995 a 1996 fou científic investigador en l'Institut de Agroquímica i Tecnologia d'Aliments (IATA) del Consell Superior d'Investigacions Científiques. De 1996 a 2001 fou coordinador Nacional de Ciència i Tecnologia d'Aliments del CSIC, i de 2001 a 2002 fou el Coordinador Regional del CSIC de la Comunitat Valenciana. Des de 2002 és catedràtic de tecnologia d'aliments en la Universitat de València. Actualment és Professor de Recerca del CSIC i dirigeix l'empresa biotecnològica Biópolis S.L. el soci majoritari de la qual és el CSIC.
En 2007 va rebre el Premi Nacional d'Investigació Juan de la Cierva. També ha rebut el Premi Internacional Hipòcrates i la Medalla de al Foment de la Invenció de la Fundació García Cabrerizo. En 2018 forma part del jurat dels Premis Rei Jaume I.

## Llibres
- Els gens que mengem: la manipulació genètica dels aliments Alzira : Bromera, 1997. ISBN 84-7660-319-3
- Clonaje del gen de la isopenicilina N sintetasa de "Aspergillus nidulans" València : Servicio de Publicaciones, Universitat de València, 1987. ISBN 84-370-0332-6